# Carmen de Tommaso
Carmen de Tommaso (Châtellerault, 1909. augusztus 31. – Párizs 16. kerülete, 2015. június 8.) francia divattervező.
A köztudatban Marie-Louise Carven, azaz Madame Carven-ként szerepel. Ő alapította meg 1949-ben a Carven divatházat a Rond-point des Champs-Elysées-n.

## Út a siker felé
Kezdetben beltéri dizájnnal és építészettel foglalkozott a Képzőművészeti iskolán. Az, hogy későbbiekben ruhatervezéssel kezdett el foglalkozni, személyes problémájának köszönhető, ugyanis 155 centiméteres magassággal nehezen tudott ruházkodni. Édesanyja pedig rengetegszer szóvá tette neki, hogy “Sosem leszel elegáns” — feltehetően ennek a történetnek hatására kezdett el saját tervezésébe.
Folytatva tanulmányait a Képzőművészeti iskolán Carven tehetsége hamar megmutatkozott, saját szemére hagyatkozva mérte az arányokat és illesztette a díszítéseket, valamint olyan egyszerű és karcsú dizájnú ruhákat alkotott, melyek hosszították az alkatot. Ezek mellett szabadidő és sportruházat készítésével is foglalkozott kortárs amerikai tervezők számára, mint Tina Leser és Claire McCardell.
Carven terveit inspirálta a világkörüli utak alkalmával szerzett tapasztalatai, művészi motívumok és innovatív, saját elképzelései az öltözködésről. “Kevesebb divatház látott a világból annyit, mint az enyém.” — állítja Carven, méghozzá joggal. A második világháború után két öltöztető segéddel és fél tucat próbababával indult el világot látni, így jutott el Portugália partjaira, a színekkel teli Brazíliába, egyúttal érintve Dél- és Észak-Amerikát, látta Észak-Afrika arany színű homokját a tengerpart mentén és a trópus ragyogását, nem utolsósorban pedig a keleti misztikumot, azaz Egyiptomot.

## Karrier
Tehetségének köszönhetően hamar felvételt nyert a Chambre Syndicale de la Haute Couture divatházba tervezőként. Ez idő alatt anyag- és mintabeszerzés miatt látogatott el Tahitira, Indokínába és Afrikába, mely szintén ösztönzően hatott munkáira. Carven kitűnő ízlése és irigylésre méltó életmódja hátterében a kemény munka, a motiváció és a promóciós divatbemutatók álltak. 1947-es kollekciójában nagy szerepet játszik a zöld-fehér csík alkalmazása ruháin, mely után kollekcióját “ma Griffe”-nak nevezte, és azóta szimbólummá vált a zöld-fehér csíkos minta a Carven divatházban.
Madame Carven nem csak ruhákat tervezett, kiegészítőket, ékszereket és parfümöket is létrehozott. Az első illat Carven márkanév alatt a "Ma Griffe", melyet 1946-ban jelentettek be. A friss, zöld citrusos illat megfűszerezve egy kis virágos aromával közel 60 évig hatalmas kedvenc volt. A következő évben, 1947-ben, jött létre a márka második női illata "Robe d'un Soir" néven, mely a klasszikus illatokat hordozta magában, úgy mint: barack, mandarin, jázmin, liliom, rózsa, cédrus, szantálfa. Az első férfi illat csak később, 1957-ben jelent meg "Vetiver for men" néven. Számos parfümöt készítettek még az évek alatt, összesen 19 féle illatot 1946 és 2015 között. Carven az illatok elkészítéséhez együttműködött olyan neves parfümkészítőkkel, mint Francis Kukrdjian, Patricia Choux, Robertet, Jean Carles, Edouard Hache.
Az 1970-es években Carven jelentléte Ázsiában, egész pontosan Japánban, hatalmas jelentőségű volt, annak köszönhetően, hogy a japán nők alacsonyak, így Carven ruhái jobban passzoltak hozzájuk, valamint ő tervezte az Air France légitársaság utaskísérőinek egyenruháit. Néhány éven belül Carven lemondott divatcégének vezetéséről, kollekciói megszűntek és ezzel együtt nyugdíjba vonult. Majd később, 2002-ben, a céget megvásárolta Pascal Millet nevű üzletember, aki művészeti vezetőként volt jelen a márka arculatában, és újra életre keltette Carven ruháit a kifutókon. Millet korábban már olyan neves tervezőkkel dolgozott együtt, mint Givenchy, John Galliano és Alexander McQueen.
2002 januártól júniusig Retrospekítv Kiállítás volt megtekinthető Madame Carven eddigi kollekcióiból a párizsi Musee Galleria of the Fashion Mode-ban. Közel 100 darab ruhát adományozott el a kiállítás alatt archívumából, amit később egy állandó gyűjteményként szedtek össze.
Madame Carven 2015. június 8-án Párizsban elhunyt.